# Schweizer Padel Verband

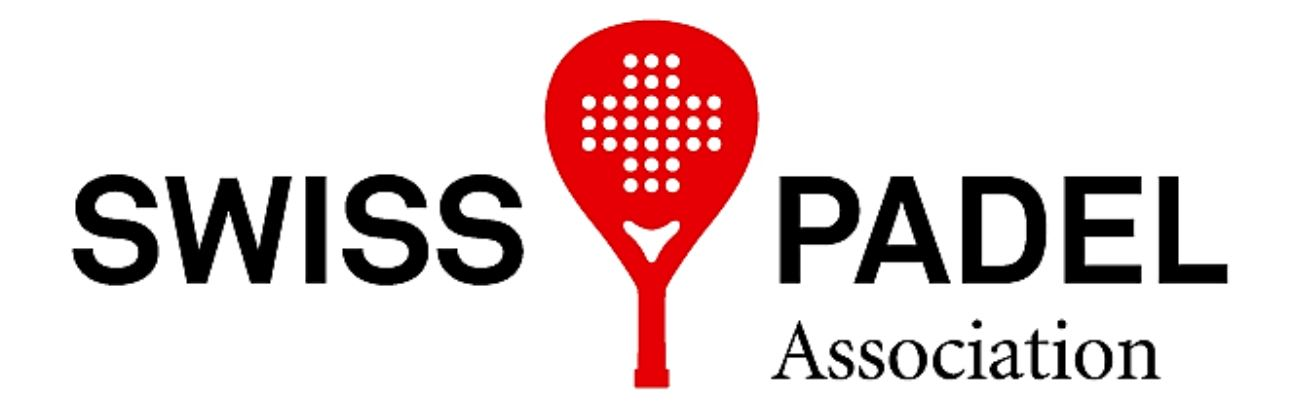
Logo des Schweizer Padel Verbands

Swiss Padel ist der Schweizer Padel Verband (französisch L’Association Suisse de Padel, englisch Swiss Padel Association). Er ist die Dachorganisation der Schweizer Padelverbände. 2006 gegründet, zählt Swiss Padel aktuell acht Vereine (Standorte) sowie über 130 lizenzierte Spieler. Sitz des Verbandes ist Zürich.

## Ziel
Der Verein hat sich als Ziel gesetzt, die Sportart Padel in der Schweiz bekannter zu machen und zu fördern, damit möglichst viele Menschen diesen Sport aktiv als Freizeit- oder Wettkampfsport spielen können.

## Verbandsstruktur

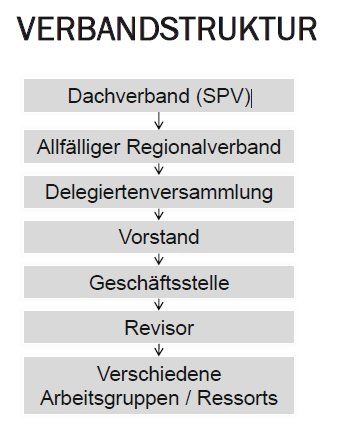
Verbandsstruktur des Schweizer Padel Verbands

Der Verband ist direkt der Internationalen Padel Federation (Federacion Internacional de Padel) untergeordnet. Swiss Padel ist die Dachorganisation allfälliger Regionalverbände. Organe sind die Delegiertenversammlung, der Vorstand, die Geschäftsstelle und der Revisor.

## Arbeitsgruppen und Ressorts

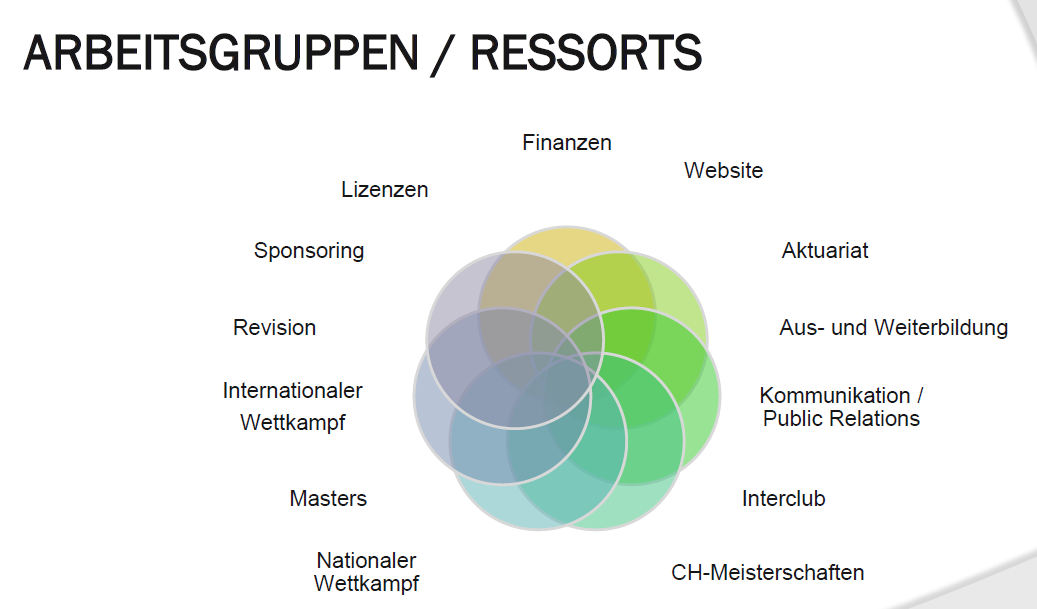
Die Arbeitsgruppen des Schweizer Padel Verbands

Der Verband ist in verschiedene Arbeitsgruppen (Ressorts) unterteilt. Die Ressorts werden von den Vorstandsmitgliedern geführt.

## Geschichte
Der Verband wurde von Rico Jacober und seinem Bruder Mario Jacober am 18. September 2006 gegründet und ist seitdem Mitglied der Federacion Internacional de Padel (FIP).
Man errichtete 2010 den ersten Padelplatz im Tennis- und Padelclub Unterengstringen. Das nationale Frauen- und Herrenteam nahm erstmals 2010 und 2012 an den Weltmeisterschaften in Mexico teil. Das Herrenteam spielte zudem an den Weltmeisterschaften in Spanien, 2014, und an den Europameisterschaften in den Niederlanden, 2015, mit.
Die Schweizermeisterschaft, das Masters-Turnier und Interclub-Meisterschaften werden von Swiss Padel veranstaltet. Zudem organisiert der Verband jede Saison die Swiss Padel Tour und führt seit 2016 das  Swiss Padel Ranking.